# Radulina hamata
Radulina hamata är en bladmossart som beskrevs av William Russell Buck och Benito C. Tan 1989 [1990. Radulina hamata ingår i släktet Radulina och familjen Sematophyllaceae. Inga underarter finns listade i Catalogue of Life.